# Estació de Fondo
Fondo és una estació de la línia 1 i la línia L9 Nord del metro de Barcelona que es troba a la ciutat de Santa Coloma de Gramenet. És la capçalera de la L1 sota el Camí del Fondo de Badalona al barri del Fondo de Santa Coloma de Gramenet i es va inaugurar el 1992.
L'estació de la L9 Nord pertany al Tram 4 (La Sagrera – Can Zam / Gorg). La previsió inicial era obrir l'estació l'any 2004 i posteriorment l'any 2008. però donats els contratemps no es va posar en funcionament fins al 13 de desembre de 2009, el primer tram de 3,9 km que es va inaugurar, entre Can Zam i Can Peixauet.
L'estació de la L9 es troba a 39,58 metres de profunditat i està formada per un pou de 26 metres de diàmetre amb 4 nivells: vestíbul, preandana, andana superior i inferior. L'estació disposa de sis ascensors al vestíbul i dos ascensors a les dues andanes.
Actualment, es troba en projecte el perllongament de la línia L1 des d'aquesta estació, que deixaria de ser estació terme, fins a l'estació de Rodalies de Badalona.

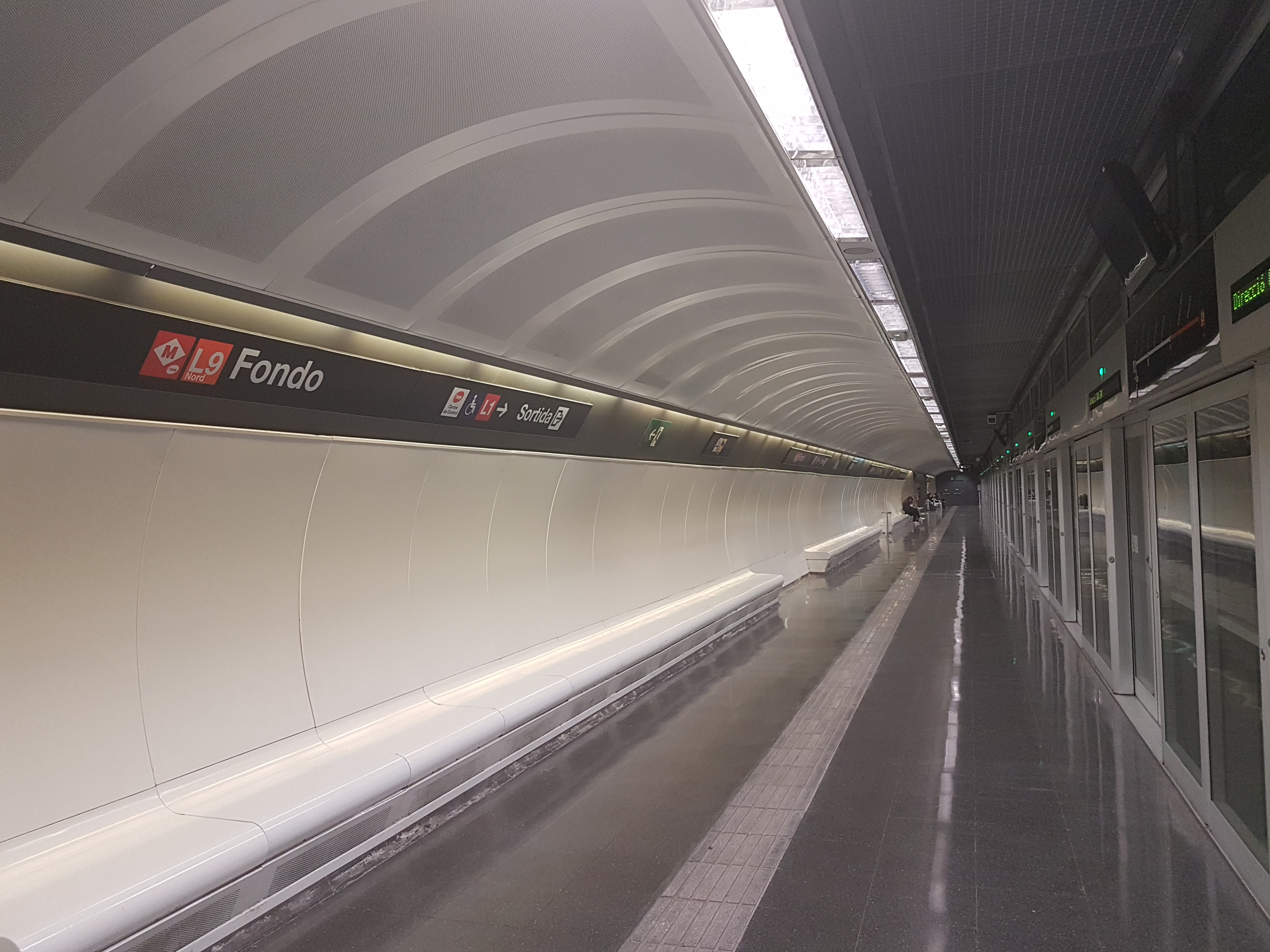
L'estació de la L9

## Serveis ferroviaris
| Metro de Barcelona                 |              |       |                  |                        |
| Procedència/Destinació             | <            | Línia | >                | Procedència/Destinació |
| Hospital de Bellvitge              | Santa Coloma |       | terminal         | terminal               |
| La Sagrera                         | Santa Rosa   |       | Església Major   | Can Zam                |
| Projectat                          |              |       |                  |                        |
| El Prat Estació                    | Santa Coloma |       | Montigalà Centre | Badalona Estació       |
| Aeroport T1                        | Santa Rosa   |       | Església Major   | Can Zam                |
| Font perllongament: PDI 2009-2018. |              |       |                  |                        |

## Accessos
- Camí del Fondo de Badalona (Accés Sicilia, Dalmau)
- Camí del Fondo de Badalona (Accés Beethoven, Mila i Fontanals)
- Camí del Fondo de Badalona (Accés Mossèn Cinto Verdaguer) - Nou accés L9

## Galeria

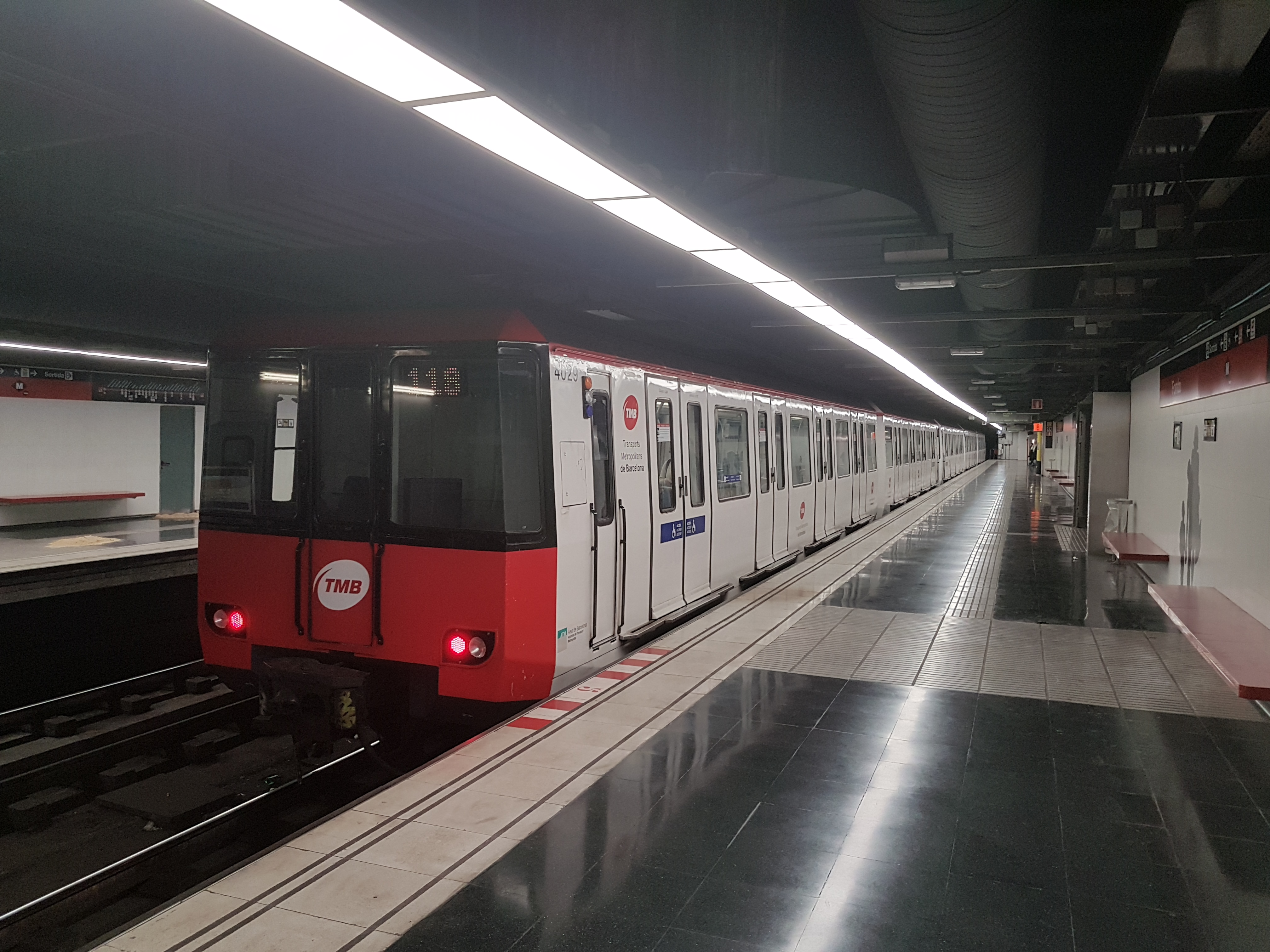
Tren de la sèrie 4000 a l'estació de la L1.
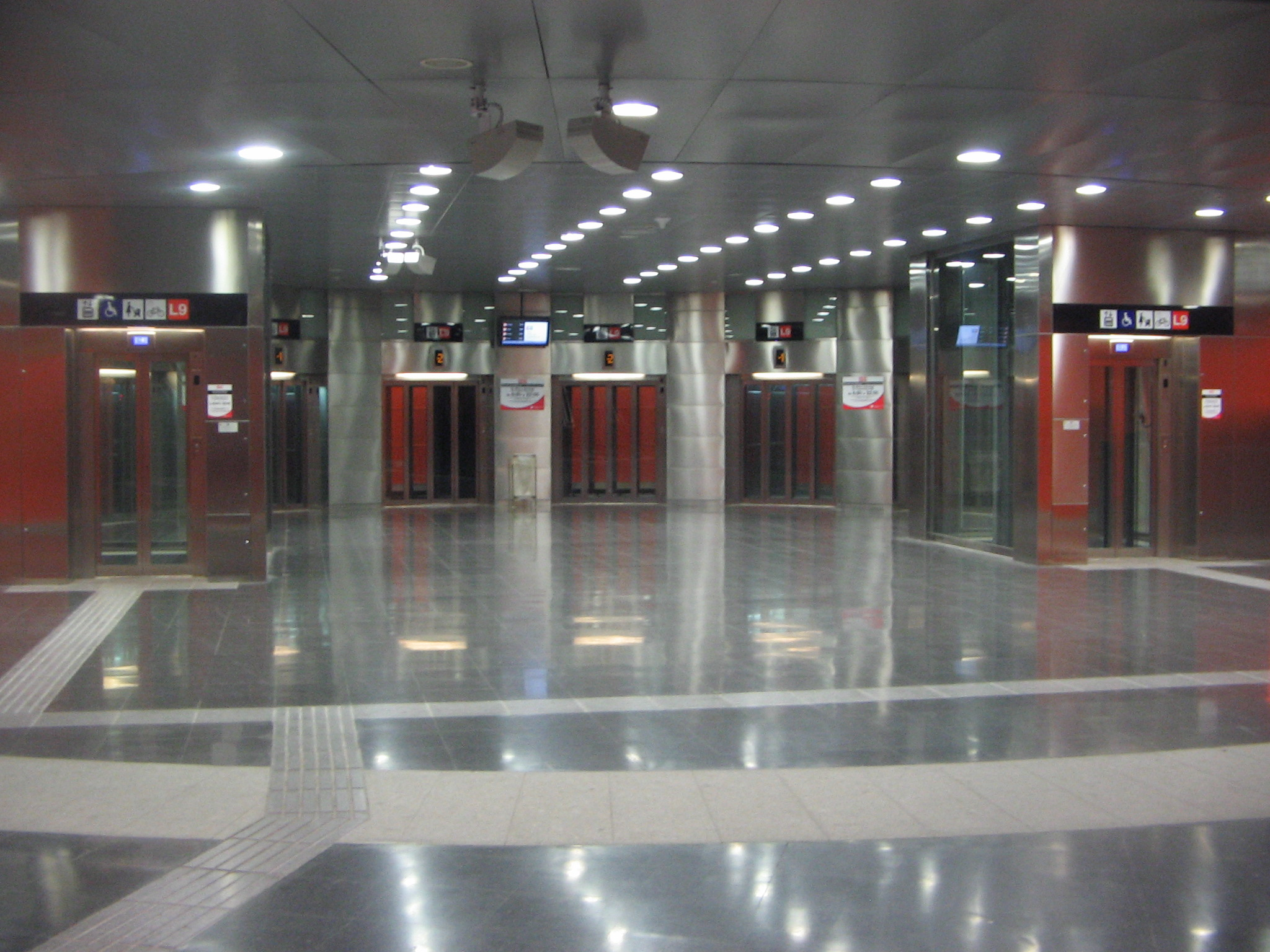
Vestíbul de la L9.
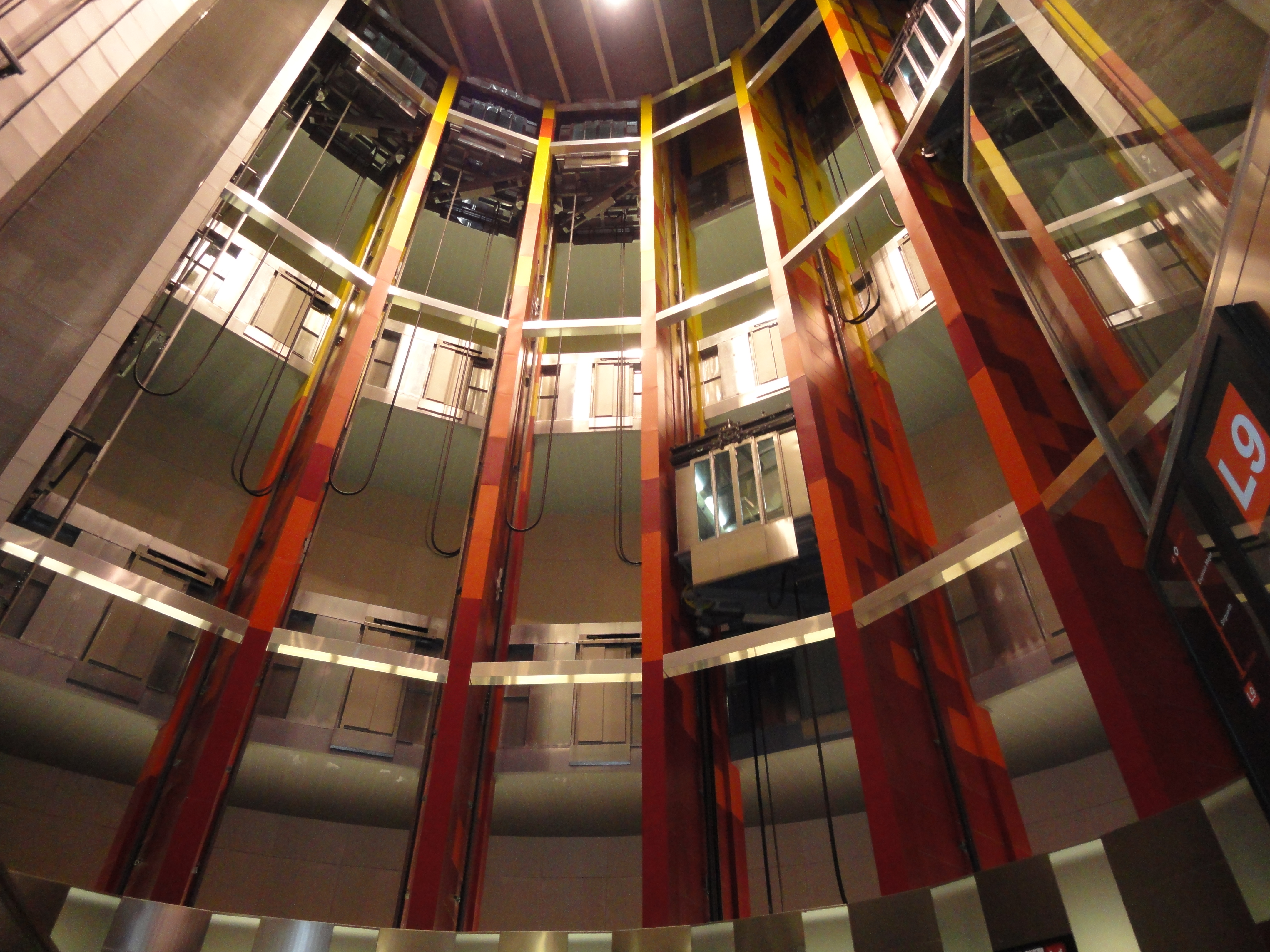
Ascensors situats a la pre-andana de la L9.